# Burg Hageneck

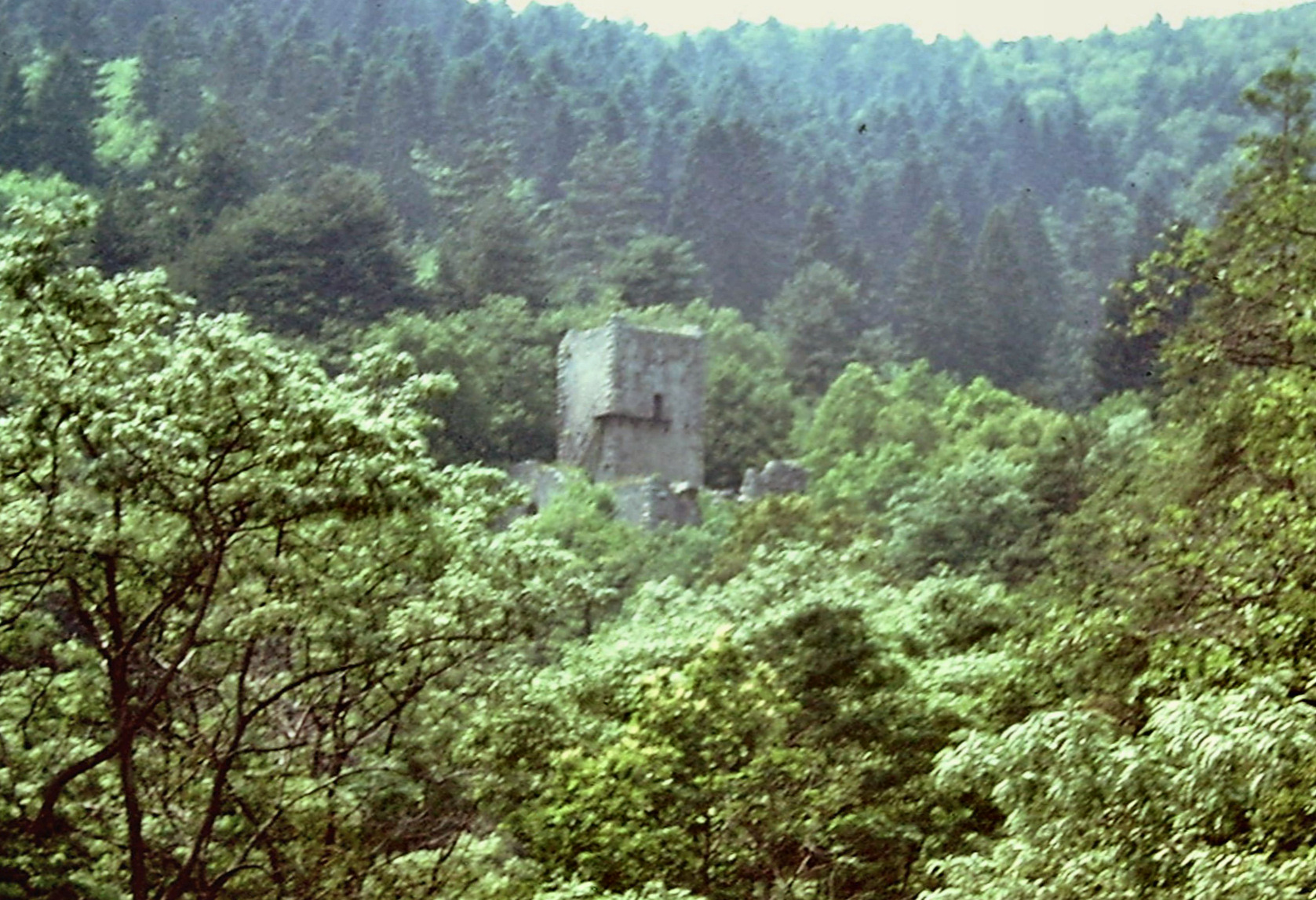
Die versteckt liegende Burgruine Hageneck, Ansicht von Osten

Die Ruine der Burg Hageneck (französisch Château de/du Hagueneck oder kurz Le Hagueneck) steht auf einem Granitfelsen westlich der elsässischen Ortschaft Wettolsheim im Département Haut-Rhin. Die Höhenburg wurde in der Vergangenheit häufig mit der nahe gelegenen, heute nur noch in geringen Resten vorhandenen Burg Haneck über Soultzbach-les-Bains verwechselt, sodass urkundliche Nachrichten über die beiden Burganlagen oft vermengt wurden.
Im 13. Jahrhundert entstanden und zu Beginn des 14. Jahrhunderts während einer Fehde stark beschädigt, aber anschließend wiederaufgebaut, ging die kleine Burg im 15. Jahrhundert durch mehrere Hände, ehe sie spätestens Mitte des 16. Jahrhunderts als Wohnsitz aufgegeben wurde. Im 17. Jahrhundert war sie bereits Ruine. Die Anlage gehört seit 1912 der Gemeinde Wettolsheim und steht seit dem 29. Januar 1923 als klassifiziertes Monument historique unter Denkmalschutz. Sie ist für Besucher an bestimmten Tagen frei zugänglich.

## Geschichte
Die Burg dürfte im sehr frühen 13. Jahrhundert entstanden sein, wofür das Fehlen jeglicher gotischer Formen und in das erste Viertel des 13. Jahrhunderts deutende archäologische Befunde Indizien sind. Eine Familie, die sich nach der Burg benannte, wurde 1263 mit Burkhard von Hageneck, einem Vasallen des Bischofs von Straßburg, erstmals urkundlich erwähnt. Die Anlage war gemeinsam mit der Herrschaft Rufach ein bischöfliches Lehen und fungierte vermutlich als deren nördlicher Grenzpunkt. Nach den Angaben in den Colmarer Annalen (Annales Colmarienses minores et maiores) des Colmarer Dominikanerchronisten war die Familie von Hageneck auch Erbauer der Burg. Wahrscheinlich war sie identisch mit den Herren von Wettolsheim, wofür nicht nur die Nähe zur Burg Wettolsheim spricht, sondern auch das gemeinsame Wappen mit einem gerauteten Schild. 1300 erfolgte der Verkauf des castrum de Haguinecke an die Familie von Laubgassen (auch Lobgassen), die 1294 ihren Stammsitz, die Burg Laubeck, verloren hatte. In einer Fehde gegen die Familie von Hattstatt und die mit ihnen verbündeten Herren von Hus wurde die Burg 1304 schwer beschädigt, danach aber wiederaufgebaut und sogar noch erweitert. Die Nachricht über die Beschädigung wurde von einigen Forschern auf die Burg Haneck bezogen, doch es ist wesentlich wahrscheinlicher, dass es sich dabei um Hageneck handelte.

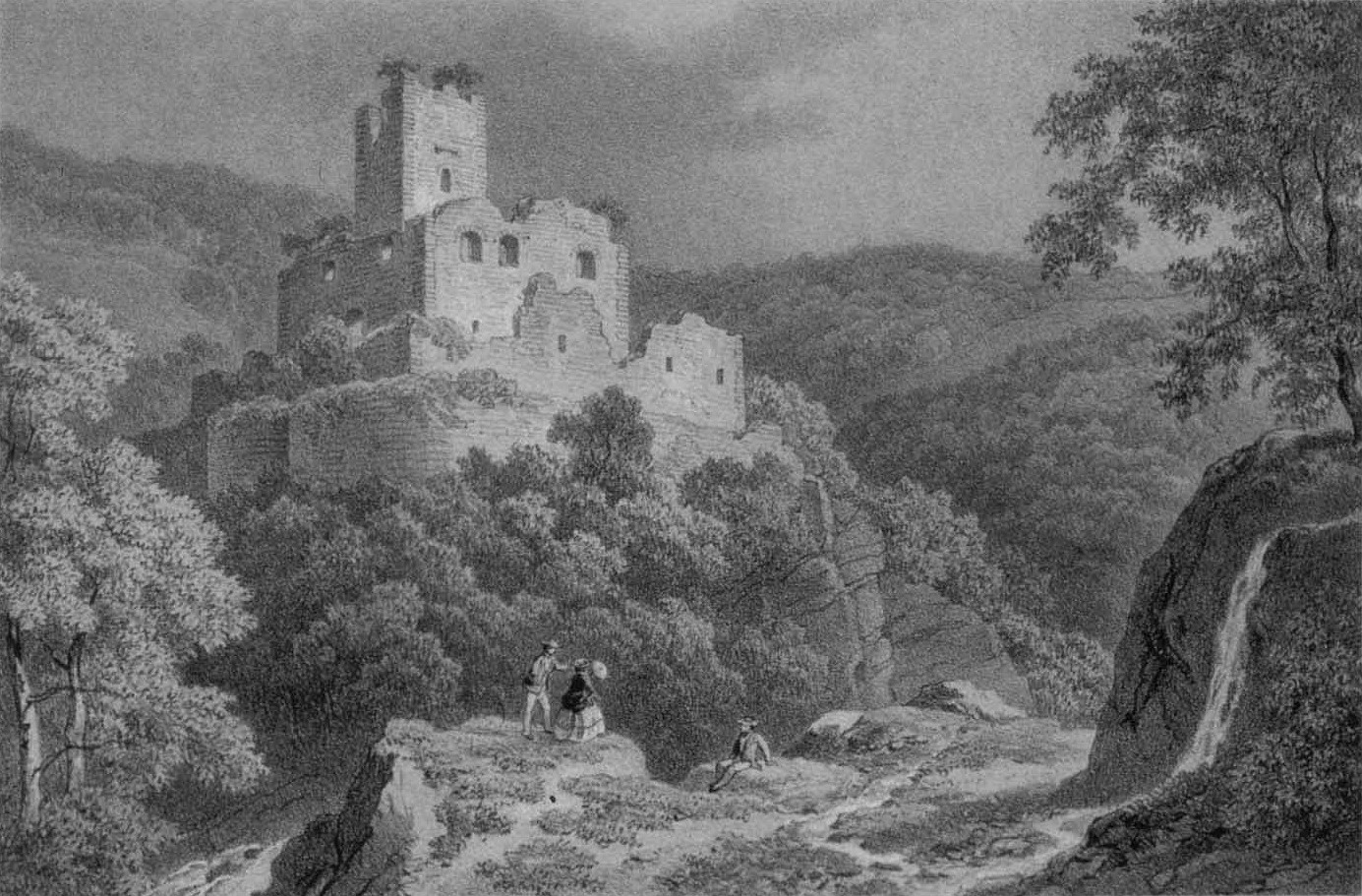
Burg Hageneck auf einer Lithografie von Jacques Rothmüller, 1860

Im 15. Jahrhundert war die kleine Anlage in der Hand verschiedener Besitzer, unter anderem der Herren von Rappoltstein, die sie von den Habsburgern zu Lehen trugen. Wilhelm I. von Rappoltstein vergab ein Drittel von Hageneck 1478 als Afterlehen an Johann von Wettolsheim. Andere Besitzer waren die Familien Zorn und Landenberg sowie Ulrich Stör und die Herren von Rust, eine Adelsfamilie aus Colmar. Letztere vertrieben Störs Burgvogt, wobei der Palas beschädigt wurde, und blieben bis 1626 Besitzer der Burg. Allerdings war sie schon um die Mitte des 15. Jahrhunderts oder Ende des 15./Anfang des 16. Jahrhunderts verlassen worden. Bei Ausgrabungen fand man keine Spuren, die darauf hindeuteten, dass die Anlage nach 1550 noch bewohnt war. 1640 wurde sie als Ruine beschrieben. Ab 1674 war die Colmarer Kommende des Johanniterordens Besitzerin von Hageneck. Während der Französischen Revolution als Nationalgut verkauft, wurde die Anlage im 19. Jahrhundert durch einen Forstbeamten als Wohnsitz genutzt, ehe sie im Jahr 1912 für 42.000 Mark von der Gemeinde Wettolsheim erworben wurde. Die Kommune führte 1932 Erhaltungsmaßnahmen durch, nachdem schon 1884 eine erste Restaurierung stattgefunden hatte. Weitere Arbeiten fanden 1972 statt, ehe sich ab 1981 auf Initiative der Association pour la restauration des châteaux du canton de Wintzenheim (ARC) eine umfassende Restaurierungskampagne anschloss.

## Beschreibung

Grundriss der Burgruine

Die Ruine steht versteckt auf etwa 440 Metern Höhe über dem Meeresspiegel auf einem kleinen Berg über einem tief eingeschnittenen, bewaldeten Bachtal. Im Südwesten wird sie von einem höheren Berghang überragt. Rund einen Kilometer Luftlinie entfernt steht nördlich die Burg Hohlandsberg, die Drei Exen befinden sich südlich in etwa 1,5 Kilometer Entfernung. Eigentlich war dies kein besonders vorteilhafter Standort, und er spiegelt gut die relativ niedrige Stellung seiner Erbauer wider. Die Burg ist Start- und Endpunkt des Herzogspfads (französisch sentier Herzog), eines 2,8 Kilometer langen Waldwanderwegs, der von der Familie Herzog angelegt worden ist.
Die romanische Anlage besteht aus einer rechteckigen Kernburg und aus den wenigen Resten einer östlich davon liegenden Vorburg, die von einer äußeren Ringmauer umgeben war. Im Südwesten und Südosten ist Hageneck durch tiefe und breite Halsgräben gesichert, die beiden übrigen Seiten sind durch steile Felshänge geschützt. Als Material für das Mauerwerk kam der am Burgberg anstehende Granit zum Einsatz. Gefundene Spolien zeigten, dass die nicht mehr erhaltenen Fenstergewände aus gelbem Rufacher Sandstein gefertigt waren. Auffällig sind die kissenförmigen Buckelquader an den Ecken der inneren Ringmauer sowie am Bergfried und am Torgewände, sonst wurde jedoch hammerrechtes Kleinquaderwerk verwendet.
An der Südostseite sind die Reste eines halbrunden Flankierungsturms erhalten, der wohl zur Sicherung des Burgwegs diente. Dieser Weg führte zur Südecke der Anlage, wo sich wahrscheinlich der Zugang befand. Um in die Vorburg und durch diese in die Kernburg zu gelangen, musste der Besucher seit etwa der ersten Hälfte des 15. Jahrhunderts einen Zwinger durchqueren. Der Zugang zur Kernburg erfolgte über ein Rundbogentor an der Südecke der inneren Ringmauer. Diese ist an der Südwestseite – jener Seite, an der am ehesten mit einem feindlichen Angriff zu rechnen war – etwa drei Meter höher als an den übrigen Seiten. Ihre Dicke beträgt dort 2,9 Meter, während die Wehrmauer an der Nordwestseite und an der Südostseite 2 bis 2,2 Meter dick ist. An der gut geschützten Nordostseite misst sie nur 1,8 Meter.
An der Südwestseite steht der etwas aus der Mauerflucht vorspringende quadratische Bergfried der Anlage mit einer Seitenlänge von sieben Metern. Der ehemals etwa 22 Meter hohe Turm ist teilweise eingestürzt und besitzt heute noch die Höhe von etwa 18 Metern. Im Gegensatz zu den französischen Donjons war dieser Turm nicht bewohnbar, denn er ist im Inneren – mit Ausnahme einer schmalen Wendeltreppe – vollkommen massiv und ähnelt deshalb den Bergfrieden von Guebwiller und Hohenstein. Die Treppe führt zur Wehrplattform mit einer niedrigen Brustwehr. Bei gutem Wetter bietet sich von dort ein Ausblick, der über Colmar und den Kaiserstuhl bis zum Schwarzwald reicht. Zugang zur Treppe gewährt ein rundbogiger Hocheingang auf etwa 16 Meter Höhe. Früher war vor dem Eingang über die gesamte Turmbreite ein hölzerner Erker angebracht, von dem auch die nordwestliche Ringmauer erreichbar war. Dem Bergfried gegenüber an der geschützten Nordostseite lag der zweigeschossige Palas der Burg, der etwa eine Hälfte des gesamten Kernburgareals einnahm. Der verbleibende Innenhof war damit maximal 3 × 8 Meter groß. Im Erdgeschoss besaß der Wohnbau an den zur Vorburg gelegenen Außenseiten schmale Öffnungen, die entweder Schießscharten oder schmale Lichtschlitze waren. Das Obergeschoss wurde durch rundbogige Doppelfenster erhellt, von denen heute jedoch nur noch die stichbogigen Nischen mit breiten Seitensitzplatten vorhanden sind. An der nordwestlichen Wand ist von einer Wandsäule das Kapitell aus Granit erhalten. Sie ist der Rest eines dort ehemals installierten Kamins.